# Iveta Benešová
Iveta Benešová (Most, 1 de Fevereiro de 1983) é uma ex-tenista profissional da tcheca, Benešová atingiu seu melhor ranking em abril de 2009, na 25° posição de simples, com 2 títulos profissionais. Levou também um título de duplas mistas de Grand Slam em parceria de Jürgen Melzer, no Torneio de Wimbledon de 2011. Em 14 de setembro de 2012, casou-se com Melzer e adotou o sobrenome dele. Ela anunciou a aposentadoria do tênis profissional em 13 de agosto de 2014, na sua página de Facebook.
Em 2015, tornou-se treinadora da compatriota Tereza Martincová.

## Vida pessoal
Em 14 de setembro de 2012, ela se casou com o tenista austríaco Jürgen Melzer, no Laxenburg Castle, na Áustria. O relacionamento terminou no primeiro semestre de 2015. Iveta, então, voltou a se chamar Benešová.

## WTA Tour e ITF finais (15)

### Sinples (11)

#### Vitórias (5)
| Legenda               |
| Grand Slam (0)        |
| WTA Championships (0) |
| Tier I (0)            |
| Tier II (0)           |
| Tier III (1)          |
| Tier IV (0)           |
| ITF Titulos (4)       |

| N. | Dat               | Torneio            | Piso    | Oponente na Final   | Placar da Final |
| 1. | Maio 13, 2001     | Prešov, Eslováquia | Saibro  | Michala Bzdusekova  | 3–6, 6–2, 6–2   |
| 2. | Outubro 28, 2001  | Opole, Poland      | Carpete | Eva Fislova         | 6–1, 6–3        |
| 3. | Fevereiro 8, 2004 | Urtijëi, Itália    | Carpete | Virág Németh        | 6–3, 6–1        |
| 4. | Março 7, 2004     | Acapulco, Mexico   | Saibro  | Flavia Pennetta     | 7–6, 6–4        |
| 5. | Março 24, 2008    | Latina, Italy      | Italia  | Sesil Karatantcheva | 6–0, 6–2        |

#### Vice-Campeonatos (6)
- 2002: Bratislava  (para Maja Matevžič) 6–0, 6–1
- 2004: Estoril  (para Émilie Loit) 7–5, 7–6(1)
- 2004: Forest Hills  (para Elena Likhovtseva) 6–2, 6–2
- 2006: Hobart  (para Michaella Krajicek) 6–2, 6–1
- 2008: Estoril (para Maria Kirilenko) 6-4, 6-2
- 2009: Hobart (para Petra Kvitová) 7–5, 6–1

### Duplas (8)

#### Vitórias (7)
| N. | Data               | Torneio                | Piso        | Parceira                   | Oponentes na Final                    | Placar da Final  |
| 1. | Fevereiro 13, 2005 | Paris, France          | Carpete (i) | Květa Peschke              | Anabel Medina Garrigues Dinara Safina | 6–2, 2–6, 6–2    |
| 2. | Setembro 30, 2007  | Luxemburgo, Luxemburgo | Duro (i)    | Janette Husárová           | Victoria Azarenka Shahar Pe'er        | 6–4, 6–2         |
| 3. | Fevereiro 23, 2008 | Bogotá, Colombia       | Saibro      | Bethanie Mattek            | Jelena Kostanić Tosic Martina Müller  | 6–3, 6–3         |
| 4. | Agosto 3, 2008     | Stockholm, Suécia      | Duro        | Barbora Záhlavová-Strýcová | Petra Cetkovská Lucie Šafářová        | 7–5, 6–4         |
| 5. | 25 Outubro, 2009   | Luxemburgo, Luxemburgo | Duro (i)    | Barbora Záhlavová-Strýcová | Vladimíra Uhlířová Renata Voráčová    | 6-1, 0-6, [10-7] |
| 6. | 14 Fevereiro, 2010 | Paris, França          | Duro (i)    | Barbora Záhlavová-Strýcová | Cara Black Liezel Huber               | W.O              |
| 7. | 7 Março, 2010      | Monterrey, Mexico      | Duro        | Barbora Záhlavová-Strýcová | Anna-Lena Gronefeld Vania King        | 3-6, 6-4, [10-8] |

#### Vice-campeã (1)
| N. | Data           | Torneio        | Piso | Parceira       | Oponentes na Final                                 | Placar da Final |
| 1. | 29 Agosto 2009 | New Haven, USA | Duro | Lucie Hradecká | Nuria Llagostera Vives María José Martínez Sánchez | 6–2, 7-5        |

## Ligações Externas
- Perfil na WTA